# Ding Qu
Ding Qu är ett vattendrag i Kina. Det ligger i provinsen Sichuan, i den sydvästra delen av landet, omkring 530 kilometer sydväst om provinshuvudstaden Chengdu.
Genomsnittlig årsnederbörd är 658 millimeter. Den regnigaste månaden är juli, med i genomsnitt 227 mm nederbörd, och den torraste är november, med 1 mm nederbörd.